# Smoochy
Smoochy  (títol original: Death to Smoochy és una pel·lícula estatunidenca dirigida per Danny DeVito, estrenada el 2002. Ha estat doblada al català.

## Argument
Gràcies a la seva famosa emissió per a nens, Smoochy, un amable rinoceront violeta, té un èxit fenomenal. La seva audiència explota i els seus productes derivats es venen per milers. Però tot allò no és el gust de Rudolph Smiley (Robin Williams), el seu predecessor que li té un odi sense límits. Perquè és ell qui tenia aquest paper abans de ser reemplaçat per fosques raons. Sheldon Mopes (Edward Norton), l'interpret de Smoochy, arriba a fer-se amb Nora (Catherine Keener), que treballa a la programació, i que és també l'antiga companya de Rudolph. Aquest acaba doncs per elaborar un pla perquè tot pugui tornar a ser com abans...
Rudolf Smiley para un parany a Sheldon Mopes: fa creure que aquest últim ha participat voluntàriament en un congrés de neonazis. L'innocent Sheldon és queda aterrit quan s'adona que fa un show davant un públic vestit d'uniformes SS. La jove dona Nora Wells no creu en la bona fe de Seldon.
A més, Rudolf assetja Sheldon i intenta desacreditar-lo davant de Nora Wells després d'una cita inventada « Perdó Judes, però et cardo ».

## Repartiment
- Robin Williams: Rudolph Smiley
- Edward Norton: Smoochy / Sheldon Mopes
- Danny DeVito: Burke Bennett
- Catherine Keener: Nora Wells
- Jon Stewart: Marion Frank Stokes
- Pam Ferris: Tommy Cotter
- Danny Woodburn: Angelo Pike
- Michael Rispoli: Spinner Dunn
- Vincent Schiavelli: Buggy Ding Dong
- Bruce McFee: Roy
- Harvey Fierstein: Merv Green

## Rebuda
- Premis 2002: Nominada als Premis Razzie: Pitjor actor secundari (Robin Williams)
- Crítica: "Comença com una deliciosa i salvatge sàtira dels xous de televisón per a nens, i per això és una pena que es torci, se surti fora de control i llisqui avorridament abans de tornar-se a controlar en un intel·ligent encara que perllongat final"[3]